# Мезьер (Мёрт и Мозель)
Мезье́р (фр. Maizières) — коммуна во французском департаменте Мёрт и Мозель, региона Лотарингия. Относится к кантону Нёв-Мезон.

## Демография
Население коммуны на 2010 год составляло 930 человек.
| 1962 | 1968 | 1975 | 1982 | 1990 | 1999 | 2010 |
| ---- | ---- | ---- | ---- | ---- | ---- | ---- |
| 372  | 352  | 416  | 623  | 749  | 801  | 930  |

## Достопримечательности
- Замок XIV века, построенный Томасом Бурлемона, епископом Туля, дополнительно укреплён в начале XV века. Был сильно повреждён бургундскими войсками при 6-дневной осаде, после чего сдался. Окончательно разрушен в 1587 году, когда Анри де Ла Тур д’Овернь, герцог де Бульон, пришёл сюда во главе гугенотов. Восстановлен и преобразован в XVIII—XIX веках.